# サンビレッジ国際医療福祉専門学校
サンビレッジ国際医療福祉専門学校（さんびれっじこくさいいりょうせんもんがっこう、英称:SUNVILLAGE INTERNATIONAL HEALTH & WELFARE COLLEGE）とは、岐阜県揖斐郡池田町にある私立の専修学校である。

## 概要
- 社会福祉法人新生会が運営する専修学校である。校名は社会福祉法人新生会が運営する特別養護老人ホーム「サンビレッジ新生苑」に由来する。新生会は揖斐郡、大垣市、瑞穂市、岐阜市などで介護老人福祉施設を運営している。
- 近くには新生会が運営するリハビリセンター白鳥があり、実習を行える。

## 学科
- 介護福祉学科
- 作業療法科
- 言語聴覚科

## 沿革
- 1996年(平成8年)4月 - サンビレッジ福祉専門学校として開校。設置学科は介護福祉学科。
- 1998年(平成10年)4月 - 作業療法学科を新設。同時にサンビレッジ国際医療福祉専門学校に改称。
- 2002年(平成14年)4月 - 言語聴覚学科を新設。